# Hater
Hater (z angl. "hate = nenávidět") je termín označující osobu, která na sociálních sítích otevřeně, demonstrativně vyjadřuje zášť vůči někomu nebo něčemu. Přičemž většinou nejde o opodstatněnou kritiku dané věci, nýbrž jen pouhý projev nenávisti vůčí ní, často aniž by k tomu daná osoba měla nějaký opodstatnitelný důvod.
Hateři se odlišují od trollů, kteří se snaží upoutat pozornost tím, že píší provokativní poznámky. Obětí těchto akcí může být každý, ale hlavním cílem jsou celebrity a osoby s veřejným životem. Takové komentáře mohou být považovány za akt kyberšikany a on-line obtěžování (viz počítačová kriminalita), protože mohou být agresivní nebo urážlivé.

## Definice a původ
V roce 2010 Oxfordský slovník definuje hatera jako: „osobu, které má silný nesouhlas až odpor ke konkrétním osobám nebo věcem.“
Poprvé bylo toto slovo použito dívčí skupinou 3LW v jejich singlu "Playas Gon' Play" v květnu 2001.

## Rozdíl mezi trollem a haterem
I přesto, že oba dva mohou mít tendenci psát agresivní komentáře, troll nemá ve skutečnosti žádný názor na věc, ale jen komentuje za účelem vynutit si pozornost, vyvolat polemiku nebo vytvořit emocionální reakci uživatele.
Hater má vyhraněný názor proti čemukoliv, který veřejně vyjadřuje svými negativními komentáři bez ohledu na uživatele, proti kterému útočí.
Anonymita je považována za hlavní faktor v příčině akcí nenávisti, protože umožňuje haterovi vyhnout se fyzické konfrontaci s obětí, což znamená, že nepotřebuje tolik odvahy.